# Pseudepidalea
Pseudepidalea là một chi động vật lưỡng cư trong họ Bufonidae, thuộc bộ Anura. Chi này có 11 loài và không bị đe dọa tuyệt chủng.

## Danh sách loài
Chi này có khoảng 16 loài.
- Pseudepidalea balearica
- Pseudepidalea boulengeri
- Pseudepidalea brongersmai
- Pseudepidalea latastii
- Pseudepidalea luristanica
- Pseudepidalea oblonga
- Pseudepidalea pewzowi (syn. Bufo pewzowi)
- Pseudepidalea pseudoraddei
- Pseudepidalea raddei
- Pseudepidalea sicula
- Pseudepidalea surda
- Pseudepidalea turanensis
- Pseudepidalea variabilis
- Pseudepidalea viridis
- Pseudepidalea zamdaensis
- Pseudepidalea zugmayeri

## Hình ảnh

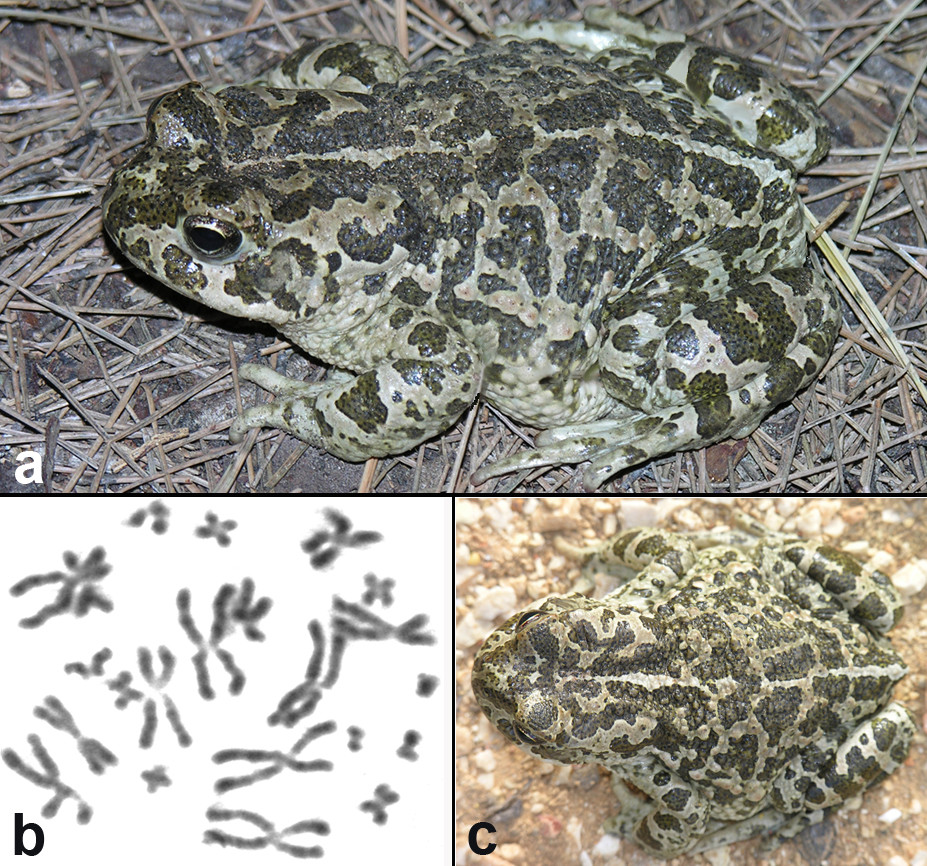
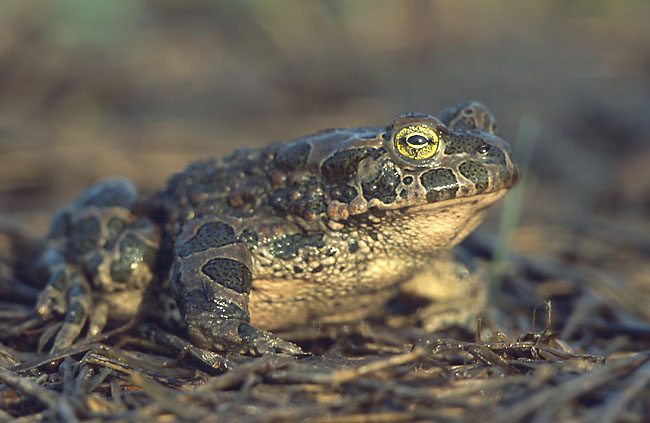